# Augsburg-Rosenau- und Thelottviertel
Augsburg-Rosenau- und Thelottviertel ist einer von 42 statistischen Stadtbezirken der bayerischen Großstadt Augsburg und Teil des Planungsraumes Pfersee. Der Bezirk besteht aus den beiden historisch gewachsenen Stadtteilen Rosenau- und Thelottviertel.

## Demographie
Der Stadtbezirk „Rosenau- und Thelottviertel“ hatte am 31. Dezember 2013 3.412 Einwohner mit Haupt- und Nebenwohnsitz, was 1,23 Prozent der Bevölkerung Augsburgs entspricht. 51,65 Prozent der Bewohner des Bezirks waren weiblichen Geschlechts, 22,86 Prozent ausländischer Abstammung. Dieser Wert liegt über dem Durchschnittswert der Gesamtstadt: Augsburg hat einen Ausländeranteil von 16,7 Prozent.

## Geographie
Das „Rosenau- und Thelottviertel“ gehört zwar zum Planungsraum Pfersee, war aber dennoch schon vor den Eingemeindungen des 20. Jahrhunderts, in deren Folge auch Pfersee zu Augsburg kam, Teil der Fuggerstadt, was sich leicht an der Lage östlich von Wertachkanal und Wertach – der Grenze zu Pfersee – sehen lässt. Im Westen wird der Bezirk von den Eisenbahngleisen des Hauptbahnhofs und vom Antonsviertel begrenzt. Im Süden schließt sich Göggingen an, nach Norden laufen die Grenzen spitz zu.

## Rosenauviertel
Hauptartikel: Augsburg-Rosenauviertel
Das Rosenauviertel hat seinen Namen von dem Flurnamen „Rosenau“, der sich von den „Rössen“, ehemaligen Wasserarmen der Wertach, ableitet. Der Name wurde vor allem durch das gleichnamige Sportstadion deutschlandweit bekannt, obwohl dieses sich genau genommen im Thelottviertel befindet.

## Thelottviertel
Hauptartikel: Augsburg-Thelottviertel
Das Thelottviertel wurde von dem Architekten Sebastian Buchegger zwischen 1905 und 1929 als erste Gartenvorstadt Deutschlands geplant und gebaut und überstand den Zweiten Weltkrieg trotz seiner Nähe zum Hauptbahnhof nahezu unbeschadet. Die meisten der schon zu Bauzeiten als architektonisch vorbildlich bezeichneten Gebäude stehen heute unter Denkmal- oder Ensembleschutz.

## Sehenswürdigkeiten
- Das Architekturmuseum Schwaben, eine Zweigstelle des Architekturmuseums der Technischen Universität München, ist in der denkmalgeschützten Villa der Architektenfamilie Buchegger untergebracht und dient als Ausstellungs- und Veranstaltungsort für alle Bereiche der Architektur.
- Das Rosenaustadion wurde am 16. September 1951 eröffnet und besaß vor allem bis zur Eröffnung des Olympiastadions in München eine große Bedeutung für den deutschen Fußball und die internationale Leichtathletik. Der FC Augsburg trug dort noch bis Mitte 2009 seine Heimspiele aus.
- Das Wertach-Kraftwerk wurde 1921 zur Energieversorgung der Augsburger Straßenbahn gebaut. Hierzu wurde der Wertachkanal angelegt.